# Атриа, Рита
Рита Атриа (итал. Rita Atria; 4 сентября 1974, Партанна, Италия — 26 июля 1992, Рим, Италия) — дочь босса мафии и ключевая свидетельница в расследовании дела против сицилийской мафии. После убийства магистрата Паоло Борселлино, с которым Атриа сотрудничала, девушка покончила с собой в возрасте 17 лет. 

## Биография
Рита Атриа родилась 4 сентября 1974 года в Партанне в семье Вито Атриа (итал. Vito Atria) и Джованны Каннова (итал. Giovanna Cannova). Вито был боссом трапанской ветки мафиозной группировки Коска (итал. Cosca). Также он работал пастухом и владел семью гектарами земли, засаженной виноградниками и оливковыми деревьями. У Риты был брат Никола, который был старше её на 10 лет, и сестра Анна Мария.
18 ноября 1985 года был убит отец Атриа, после чего Никола занялся расследованием его убийства. В 1991 году Николу убивают на глазах его жены Пьеры Айелло (итал. Piera Aiello). Айелло обратилась в полицию и стала сотрудничать с полицией, тем самым нарушив «закон омерты». В целях безопасности полиция предоставила безопасное укрытие Айелло в Риме.
Рита последовала примеру Айелло. Атриа попросила мать позволить ей посещать школу в Шакке и снимать там комнату. Через некоторое время она тайно отправилась в Марсалу, где стала сотрудничать с магистратом Паоло Борселлино. Её показания привели к аресту более 20 членов мафии и их последующему осуждению. Среди обвиняемых был мэр Трапани, занимавший данный пост на протяжении 30 лет. Когда Джованна Каннова узнала, что Атриа сотрудничает с полицией, та выгнала её из дома. После того, как Атриа стала получать угрозы, ей также предоставили защиту и перевезли в Рим. Там она стала жить с новыми документами.
В своём дневнике Атриа писала:

Прежде чем бороться с мафией, нужно провести самоанализ своей совести, и тогда, победив мафию внутри себя, вы сможете бороться с мафией внутри своих друзей, мафия — это мы и наше неправильное поведение. 
Оригинальный текст (итал.)Prima di combattere la mafia devi farti un auto-esame di coscienza e poi, dopo aver sconfitto la mafia dentro di te, puoi combattere la mafia che c'è nel giro dei tuoi amici, la mafia siamo noi e il nostro modo sbagliato di comportarci.

19 июля 1992 года был убит Борселлино. 26 июля Атриа заперлась в квартире и написала записку, в которой говорилось:

Я опустошена убийством магистрата Борселлино. Теперь меня некому защитить, я напугана и не могу больше это терпеть.
Оригинальный текст (итал.)Sono rimasta sconvolta dall'uccisione del procuratore Borsellino, adesso non c' e' piu' chi mi protegge, sono avvilita, non ce la faccio piu'.

После написания записки Атриа покончила с собой, спрыгнув с пятого этажа здания на улице Амелия, где её прятала полиция. Она была похоронена в Партанне. На похоронах присутствовала Анна Мария с мужем. Та отрицала, что её сестра покончила с собой, и скорее всего, её убили. По мнению Анны Марии, парень Риты Габриэле и её инструктор по плаванию Иван могли рассказать что на самом деле произошло. После смерти Атриа её мать разбила молотком надгробие, посчитав, что та опозорила семью.

## Память
Зимой 1994 года две студентки Надя Фурнари (итал. Nadia Furnari) и Сантина Лателла (итал. Santina Latella) основали Антимафиозную ассоциацию Риты Атриа в Милаццо. В деятельности ассоциации также принимала участие Рита Борселлино, сестра Паоло Борселлино.
12 мая 2018 года в честь Риты Атриа был назван склад, конфискованный у преступников, в городе Календаско (Эмилия-Романья).
10 ноября 2023 года в городе Скордия (Сицилия) на улице Нино Биксио была открыта игровая площадка с теннисными и баскетбольными кортами, названная в честь Атриа.

## В популярной культуре

### Кинематограф
- «Не говорю больше» (итал. Non parlo più) — итальянский телевизионный фильм 1995 года. Режиссёром выступил Виттори Невано[12].
- «Сицилийская девушка» (итал. La siciliana ribelle) — итальянский фильм 2008 года. Роль Риты исполнила Вероника Д'Агостино[13].

### Театр
- «Мой судья» (итал. Il mio giudice) — пьеса Марии Пиа Даниэле, созданная в 1993 году[14]. Пьеса представляла Италию на международном театральном фестивале современной драматургии Боннер (нем. Bonner Biennale)[15]. Телекомпания RAI сняла пьесу под названием «Бесславная девушка» (итал. La ragazza infame) в сотрудничестве с пармским театром Стабиле. Данная телепостановка траслировалась в США и Австралии. Также пьеса была переведена на русский язык и поставлена театральной труппой Калининграда[15][16].
- «Маленькая девочка» (итал. Picciridda) — пьеса Пьетро Сельвы, созданная в 2010 году[17][18].
- «Рита и судья» (итал. Rita e il Giudice) — пьеса Марко Артузи, созданная в 2020 году и поставленная в Падуе[19].
- «Если каждый из нас» (итал. Se ognuno di noi) — пьеса Луки Альберти и Сильвии Чивран, поставленная 26 августа 2020 года в театре "Питтери" в Триесте[20].

## Комментарии
1. ↑  Омерта — кодекс молчания, чести и поведения, согласно которому преступники обязаны отказаться от любого вида сотрудничества с властями.